# Hubert de Brienne
Hubert de Brienne, conte di Conflans, signore di Suzanne-en-Thiérache e di Fay-le-Sec en Laonois (Henriville, 1690 – Parigi, 27 gennaio 1777), è stato un ammiraglio francese.
Era il quarto figlio di Henri Jacob de Brienne, signore di Fay-le-Sec, detto il "marchese di Conflans", e di Marie du Bouchet. Proveniva dallo stesso ramo dei Conflans del casato di Brienne, che ha dato nel 1768 alla Francia un altro maresciallo, Luigi di Conflans, marchese d'Armentières.

## Biografia

### Gioventù e prime armi
Giovanissimo, studiò presso l'Accademia di Marina di Parigi L'11 febbraio 1706 entrò in una compagnia di Aspiranti guardiamarina di Brest e prestò servizio durante la guerra di successione spagnola agli ordini di Duquesne-Guitton dal 1708 al 1709, poi di Duguay-Trouin a bordo del'Achille nel 1710 ove ricevette il suo battesimo del fuoco prendendo parte alla cattura del vascello britannico HMS Gloucester e poi di una nave mercantile portoghese.
Il 25 novembre 1712 ottenne il grado di insegna di vascello e partecipò a numerose operazioni contro i pirati nel mar dei Caraibi e sulle coste marocchine. Nel 1715, all'età di venticinque anni, fu insignito del titolo di Cavaliere di San Lazzaro.. Nel 1721 fu inviato in missione a Costantinopoli e nel 1723 incrociò lungo le coste di Santo Domingo, prendendo parte alla repressione di disordini.

### Primi comandi e governatorato di Santo Domingo
Il 17 marzo 1727 ricevette il grado di tenente di vascello  e compì due campagne nel Mediterraneo. Poi, il 1º novembre 1731, presto servizio nella guardia di Marina a Rochefort. e dal 1733 al 1734 comandò una flottiglia incaricata di portare viveri e munizioni in Cayenna e alla Martinica. Il 10 marzo 1734 fu promosso capitano di vascello, prestando nuovamente servizio agli ordini di Duguay-Trouin e poi sotto il comando del  marchese d'Antin, durante la guerra di successione polacca.

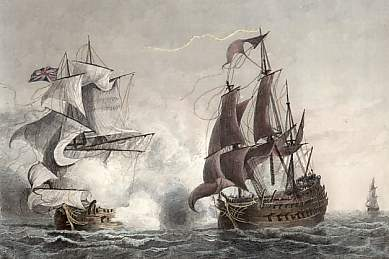
Cattura del Northumberland, da parte di Ambroise Louis Garneray.

Nel 1741 diresse la scuola dei guardiamarina di Brest, della quale era stato allievo. Gli venne quindi affidato il comando del vascello Content con il quale catturò, l' 8 maggio 1744, il vascello britannico Northumberland, dopo un combattimento di parecchie ore. Il 1º gennaio 1745 gli venne concessa una pensione di 1000 lire a carico dell'Ordine di San Luigi. Alla fine della primavera del 1746, a bordo del vascello Terrible, di 74 cannoni, comandò una flotta composta dal Neptune (58 cannoni), dall'Alcyon (50 cannoni) e dal Gloire (46 cannoni), incaricata di scortare un convoglio di 214 mercantili in Atlantico. Il convoglio raggiunse la Martinica a metà giugno, riuscendo ad evitare i vascelli del commodoro Lee, inviato dagli inglesi per intercettare il convoglio. Lo stesso anno catturò il vascello britannico HMS Severn; il 24 dicembre 1746 gli fu attribuita, dal Tesoro reale, una pensione di 1500 lire.
Il   26 maggio 1747 fu nominato Governatore di Santo Domingo e nel medesimo anno, mentre si recava a prendere possesso della carica a bordo della fregata da 24 cannoni La Renommée, fu attaccato da un vascello di linea britannico da 64 cannoni appartenente alla squadra navale dell'ammiraglio Edward Hawke e, dopo un lungo combattimento, la fregata francese dovette abbassare l'insegna Ferito durante il combattimento, Hubert de Brienne venne catturato dagli inglesi. Fu liberato solo nel 1748, dopo la firma del Trattato di Aquisgrana. Fu quindi nominato comandante di squadra navale nel marzo di quell'anno, con effetto 1º aprile ed assunse la sua funzione di Governatore generale, che tenne fino al 29 marzo 1751, quando fu rimpiazzato da Dubois de la Motte. Nel 1752 fu promosso tenente generale della Marina.

### La guerra dei Sette Anni e la battaglia di Quiberon
Il 14 novembre 1756 divenne viceammiraglio della Flotta di Ponente e il 15 marzo 1758 Luigi XV lo nominò maresciallo di Francia in riconoscimento del suo stato di servizio..
Nel 1759 gli venne affidato il comando della squadra di Brest con il compito di proteggere lo sbarco in Scozia per l'invasione della Gran Bretagna voluta da Luigi XV, dal Berryer e dal de Belle-Isle. Il comando del corpo di spedizione fu affidato al duca d'Aiguillon, con il quale Conflants era in rapporti appena cordiali. In effetti Conflans non sopportava di essere stato tenuto in disparte dai suoi superiori ed avvertì il re di voler evitare il combattimento con lo squadrone britannico dell'ammiraglio Hawke, che incrociava al largo di Brest. Il convoglio da scortare si era raggruppato nel golfo del Morbihan, da dove avrebbe dovuto iniziare il servizio di scorta. Tuttavia egli doveva anche tenere conto del pericolo incombente sul convoglio, a causa della presenza della divisione del commodoro Duff, che incrociava intorno a Quiberon. Causa una forte burrasca, Hawke dovette rinunciare al blocco di Brest, tornando in Inghilterra e Conflans ne approfittò per prendere il mare il 14 novembre.
I venti contrari costrinsero il maresciallo a deviare dalla rotta prevista inizialmente e la sua squadra giunse in vista della Belle-Île solo il giorno 20. Intanto Hawke, allarmato dalla partenza di Conflans, si mise in caccia della squadra francese. Il 20 novembre 1759, Conflans avvistò la piccola squadra di Duff, che fuggì e Conflant diede l'ordine di dargli la caccia, ma, intanto stava arrivando da ovest il grosso dello squadrone inglese agli ordini di Hawke. Duff allora invertì la sua rotta e Conflans interruppe il combattimento. Hawke quindi diede alle sue navi l'ordine di formazione per la battaglia e del successivo attacco.  Conflants decise di ripararsi all'interno della baia di Quiberon, che Hawke  conosceva poco, e qui combattere. Tuttavia l'ammiraglio inglese accettò la sfida, riacciuffò presto la squadra francese e diede inizio al combattimento. Due vascelli francesi della retroguardia affondarono e altri due si arresero: Conflans corse in soccorso alla sua retroguardia ma il calar della notte pose fine al combattimento.
Durante la notte Conflans mise all'ancora la sua nave ammiraglia, la Soleil Royal, senza sapere che si trovava a poche gomene dalla squadra britannica. Al levar del giorno, resosi conto del pericolo incombente, fece vela verso Le Croisic per arenarsi insieme ad un altro vascello della sua squadra, l'Héros. Successivamente, fatta evacuare la sua ammiragli, la fece incendiare.

### Processo e ultimi anni
Rientrato a Brest, Conflans dovette non solo render conto della disfatta, ma anche della autodistruzione della sua nave ammiraglia. Nonostante che la sua scelta di scegliere la baia di Quiberon per il combattimento fosse stata molto criticata, si trattò di una scelta sensata, che però non aveva tenuto conto dell'audacia di Hawke. Solo la decisione di abbandonare la sua nave rimane ancor oggi oscura e di questo venne aspramente rimproverato. Inoltre, nel corso del processo, Conflans accuse senza tregua I suoi subalterni, dei quali aveva intessuto gli elogi al momento dei loro primi rapporti.
Caduto in disgrazia, egli trascorse i suoi ultimi anni a Parigi dove morì il 27 gennaio 1777. Il suo posto fu preso dal principe de Bauffremont, suo subalterno nella battaglia della baia di Quiberon.